# Герб комуни Марієстад
Герб комуни Марієстад (швед. Mariestads kommunvapen) — символ шведської адміністративно-територіальної одиниці місцевого самоврядування комуни Марієстад. 

## Історія
Від XVI століття  Марієстад використовувало герб.  

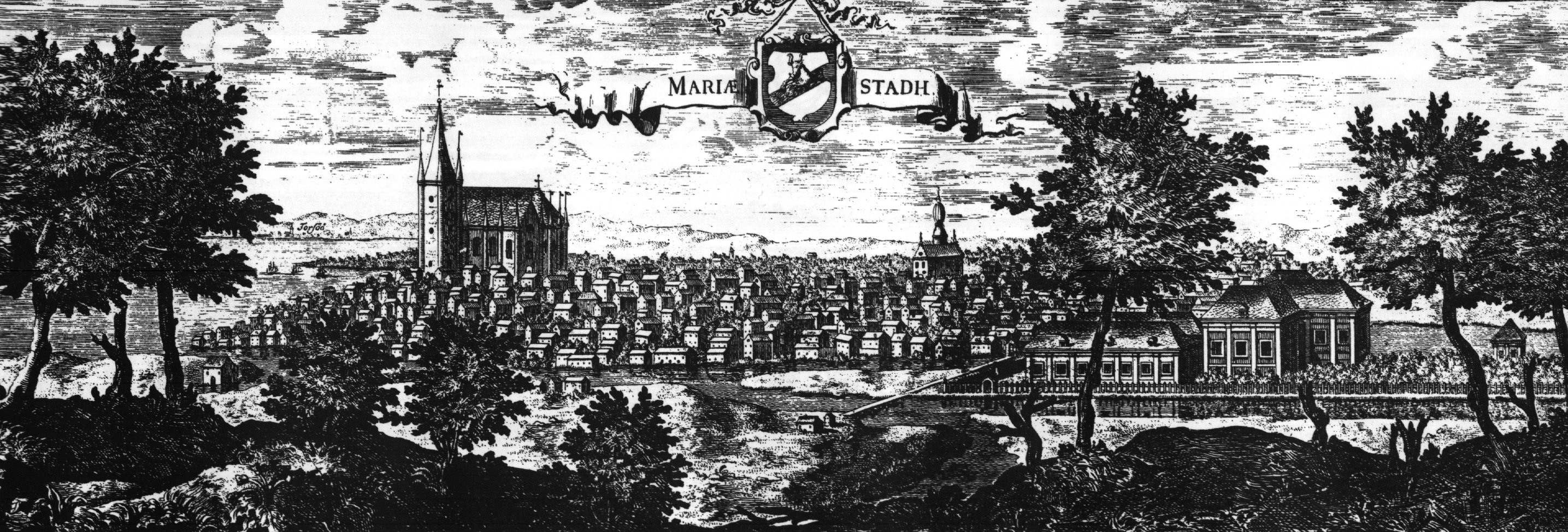
Герб на гравюрі з панорамою міста Марієстад (близько 1700 р.)

Сучасний дизайн герба було розроблено для міста Марієстад. Отримав королівське затвердження 1934 року.    
Після адміністративно-територіальної реформи, проведеної в Швеції на початку 1970-х років, муніципальні герби стали використовуватися лишень комунами. Цей герб був 1971 року перебраний для нової комуни Марієстад.
Герб комуни офіційно зареєстровано 1976 року.

## Опис (блазон)
У золотому полі синій понижений хвилястий перев’яз зліва, з якого виходить червоний бик.

## Зміст
Сюжет герба походить з міської печатки 1583 року. Хвиляста смуга означає річку Тідан. За переказами, принц Карл (майбутній король Карл IX) побачив з вікна замку як бик перепливає річку й виходить на берег, а тому й обрав такий мотив для міського герба.